# جسيم متعرف على الإشارة
جسيم متعرف على الإشارة (بالإنجليزية: Signal recognition particle)‏ هو بروتين رنوي (مركب بروتين-رنا) وفير متواجد في العصارة الخلوية ومحفوظ عالميا، يقوم بالتعرف على بروتينات محددة وتوجيهها إلى الشبكة الإندوبلازمية لدى حقيقيات النوى وإلى الغشاء البلازمي لدى بدائيات النوى.

## تاريخ
تم اكتشاف أول جسيم متعرف على الإشارة بواسطة دراسة السلاسل المناعية الخفيفة المعالجة وغير المعالجة، حيث تحمل البروتينات المخلقة حديثا لدى حقيقيات النوى تسلسلات إشارة كارهة للماء في النهاية الأمينية، والتي يرتبط بها الجسيم المتعرف على الإشارة حين تخرج من الريبوسوم.